# Castro del Río
Castro del Río é um município da Espanha na província de Córdova, comunidade autónoma da Andaluzia. Tem 219,92 km² de área e em 2021 tinha 7 740 habitantes (densidade: 35,2 hab./km²).

## Demografia
| Variação demográfica do município entre 1991 e 2004 | Variação demográfica do município entre 1991 e 2004 | Variação demográfica do município entre 1991 e 2004 | Variação demográfica do município entre 1991 e 2004 |
| --------------------------------------------------- | --------------------------------------------------- | --------------------------------------------------- | --------------------------------------------------- |
| 1991                                                | 1996                                                | 2001                                                | 2004                                                |
| 7963                                                | 8036                                                | 8094                                                | 8076                                                |